# Apple CoreML
Core ML — це framework для роботи з технологіями машинного навчання, який компанія Apple Inc. представила на конференції WWDC у 2017 році . Дана технологія доступна, починаючи з iPhone 8 та iPhone 8 Plus. Для роботи Core ML не потребує інтернет з'єднання, через те, що модель даних запуск локально на пристрої користувача, що дозволяє зберігати конфеденційність даних. 
Фреймворк дозволяє оптимізувати продуктивність пристрою та мінімізувати обсяг використаної пам'яті та енергоспоживання за рахунок використання ресурсів центрального та графічного процесорів, а також Neural Engine.

## Можливості
Core ML дозволяє розробникам реалізувати різні алгоритми навчання нейронної мережі, такі як: 
- Tree ensembles;
- SVMs;
- Generalized linear models[en].

За допомогою Core ML можна реалізувати наступний функціонал: 
- розпізнавання зображень у реальному часі;
- передиктивне введення тексту;
- розпізнавання образів;
- аналіз тональності;
- розпізнавання рукописного тексту;
- ранжування пошуку;
- стилізація зображень;
- розпізнавання осіб;
- ідентифікація голосу;
- визначення музики;
- реферування тексту;

## Компонети
- MLModel — об'єкт за допомогою якого проходить інкапсуляція всіх деталей моделі машинного навчання.
- MLFeatureValue — об'єкт загальної обгортки навколо основного значення та типу значення.
- MLDictionaryFeatureProvider — об'єкт, який є оболонкою для роботи з данними у вигляди словника.
- MLArrayBatchProvider — об'єкт, який є обгорткою для роботи з масивами даних.
- MLModelAsset — об'єкт, який забезпечує уніфікований інтерфейс для роботи з модель даних.
- MLModelCollection — об'єкт, який дозволяє працьвати з набором моделей для нейронної мережі.
- MLModelError — об'єкт необхідний для обробки помилок в Core ML

## Фреймворки засновані на Core ML
Core ML — це основа для предметно-орієнтованих фреймворків та функцій. Core ML підтримує:
- Vision, що використовується для аналізу зображень,
- Natural Language, дозволяє обробляти текст,
- Speech, що використовується для перетворення аудіо на текст,
- Sound Analysis, який дозволяє ідентифікувати звуки на аудіо.

Це можливо завдяки тому, що Core ML побудований поверх низькорівневих технологій, таких як: Metal, Accelerate та BNNS.